# Uffeln (Vlotho)
Uffeln is een plaats in de Duitse gemeente Vlotho, deelstaat Noordrijn-Westfalen, en telt 3.591 inwoners (31 december 2018).
Uffeln is het enige stadsdeel van de gemeente Vlotho, dat aan de (stroomafwaarts varend beschouwde) rechteroever van de Wezer ligt. Tegenover Uffeln ligt het stadje Vlotho zelf.
Uffeln en Vlotho zijn door een verkeersbrug en een spoorbrug over de Wezer met elkaar verbonden. Het dorp ligt fraai op de hellingen van een heuvel met de naam Buhn. De naam van deze heuvel is verwant met het woord Bühne, podium.
Bij Uffeln liggen enige kleine meertjes dicht bij de Wezer. Deze zijn in de periode tot 1940 ontstaan door de winning van grind langs de rivier, dat in de bouwnijverheid werd gebruikt. Bij de meertjes kan gekampeerd worden.
Uffeln kende vanaf circa 1500 een pontveerverbinding over de Wezer met Vlotho. De in 1928 gebouwde verkeersbrug bij Uffeln werd in de Tweede Wereldoorlog door Amerikaanse gevechtsvliegtuigen gebombardeerd, maar deze bombardementen leidden niet tot de verwoesting van de brug. In april 1945 deden Duitse geniesoldaten dat zelf maar, om de geallieerde opmars te stoppen. Tevergeefs, want de geallieerden veroverden het gebied via een andere route. Pas in 1951 was de brug over de Wezer weer in gebruik.
Uffeln heeft in de 20e eeuw, in de tijd dat Vlotho nog een binnenhaven voor vrachtschepen had, twee kleine scheepswerven gehad. Er werden binnenvaartschepen gebouwd.
Bij Uffeln liggen twee bedrijventerreinen, waar naast midden- en kleinbedrijf twee grotere fabrieken van alleen regionaal belangrijke producten zijn gevestigd, die samen circa 500 mensen van werk voorzien.

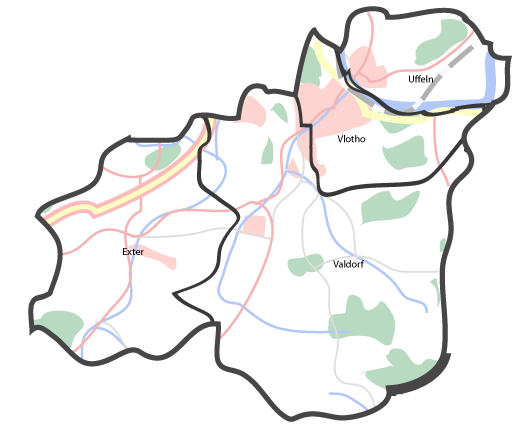
Overzichtskaartje
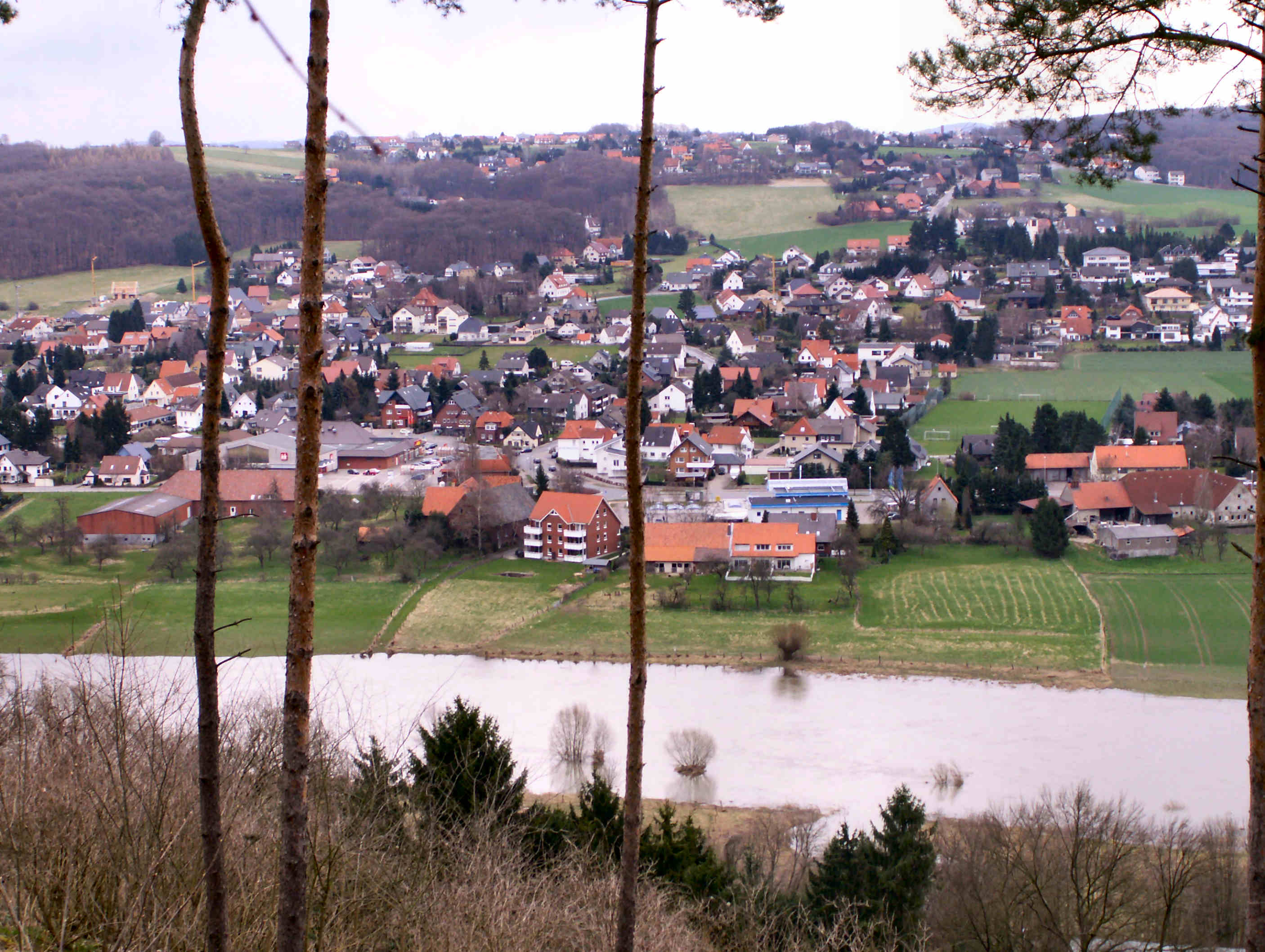
Gezicht op Uffeln vanaf de Amtshausberg boven Vlotho
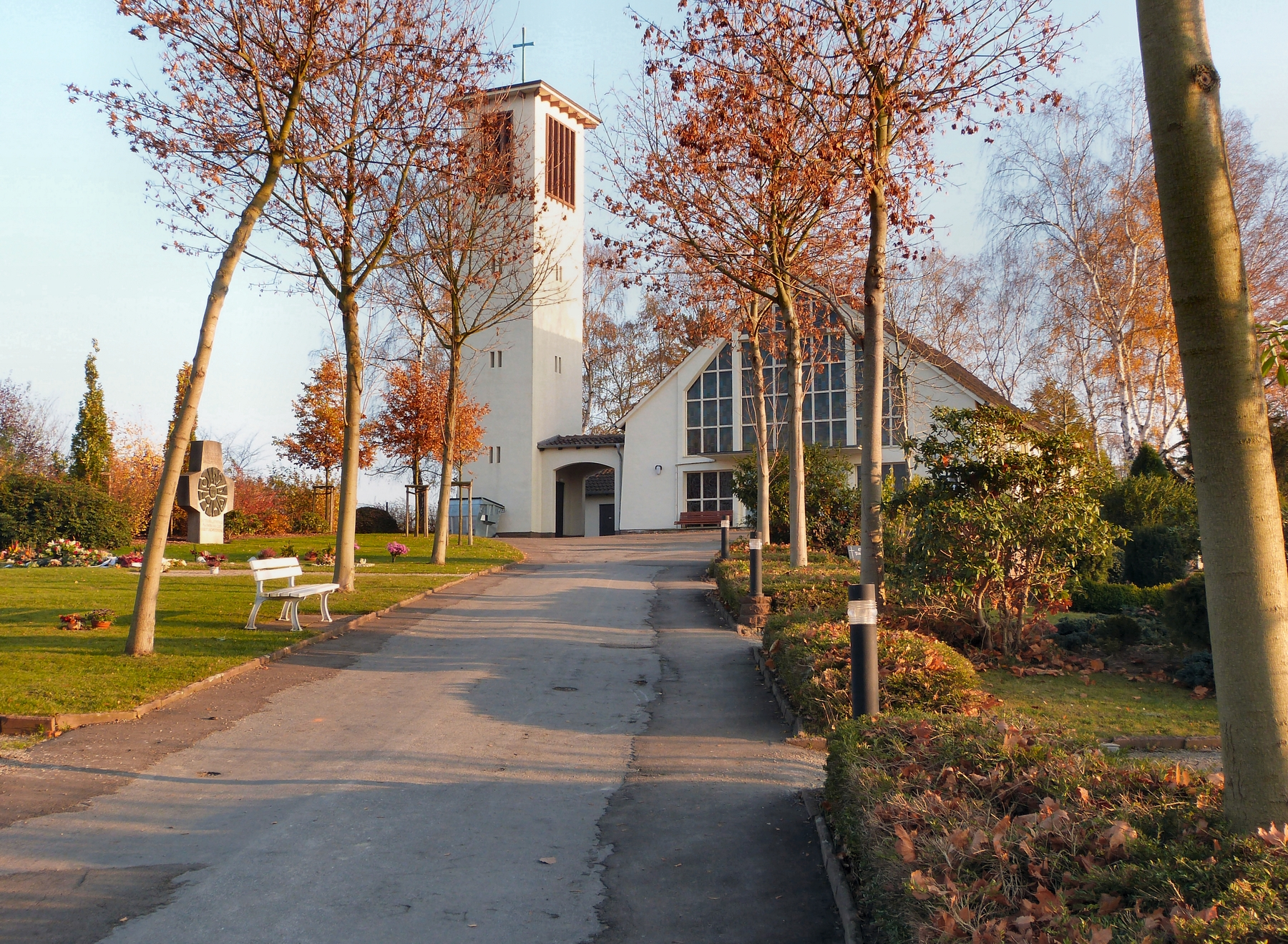
Vredeskerk, Uffeln
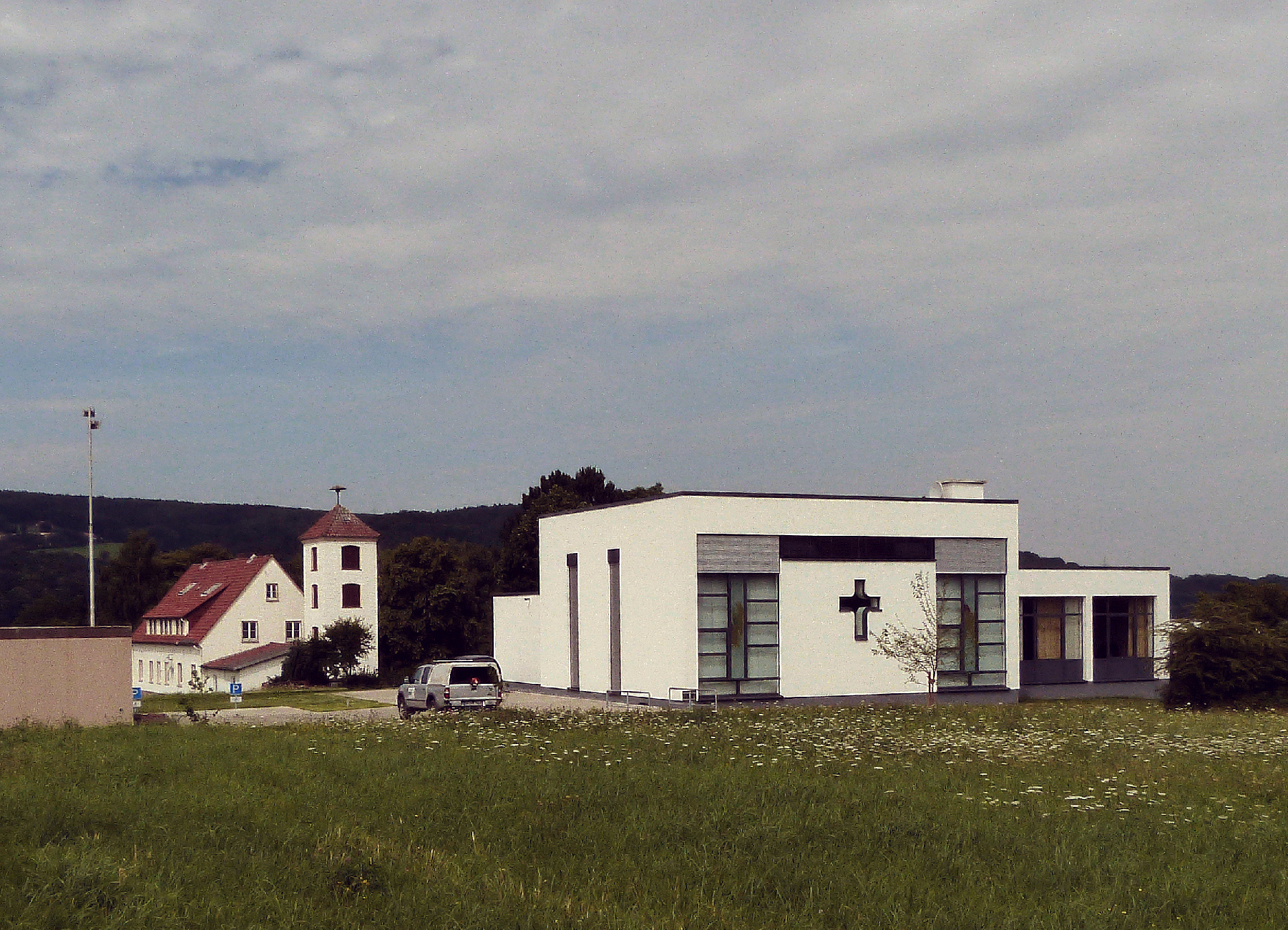
Zacheüshuis (rechts, bouwjaar 2014) van de Evang.-Lutherse Kerk, Uffeln.